# Södertörns kontrakt
Södertörns kontrakt är ett kontrakt inom Svenska kyrkan i Stockholms stift.
Kontraktskoden är 1309.

## Administrativ historik
Före 1 juli 1942 tillhörde kontraktet Strängnäs stift för att då övergå till Stockholms stift och omfattade vid den tidpunkten
- Tyresö församling
- Dalarö församling som 2002 uppgick i Dalarö-Ornö-Utö församling
- Ornö församling  som 2002 uppgick i Dalarö-Ornö-Utö församling
- Utö församling  som 2002 uppgick i Dalarö-Ornö-Utö församling
- Västerhaninge församling som 2002 uppgick i Västerhaninge-Muskö församling
- Muskö församling  som 2002 uppgick i Västerhaninge-Muskö församling
- Österhaninge församling
- Botkyrka församling som 1995 överfördes till Huddinge-Botkyrka kontrakt[1]
- Huddinge församling som 1995 överfördes till Huddinge-Botkyrka kontrakt
- Nacka församling bildad 1 maj 1887 och som senast 1995 överfördes till Värmdö kontrakt
- Saltsjöbadens församling bildad 1 maj 1913 och som senast 1995 överfördes till Värmdö kontrakt
- Brännkyrka församling som dock redan 1913 överförts till Stockholms konsistorium
- Nämdö församling som dock redan 1 maj 1929 överförts till Roslags östra kontrakt
- samt de som 1 juli 1942 överfördes till Södertälje kontrakt[2]
  - Salems församling
  - Sorunda församling
  - Torö församling
  - Grödinge församling
  - Ösmo församling

1974 bildades 
- Trångsunds församling som 1995 överfördes till Huddinge-Botkyrka kontrakt
- Tumba församling som 1995 överfördes till Huddinge-Botkyrka kontrakt

1989 bildades
- S:t Mikaels församling som 1995 överfördes till Huddinge-Botkyrka kontrakt
- Flemingsbergs församling som 1995 överfördes till Huddinge-Botkyrka kontrakt

1992 bildades
- Tullinge församling som 1995 överfördes till Huddinge-Botkyrka kontrakt

## Kontraktsprostar
| Ämbetstid | Namn             | Levnadstid | Kommentarer                            |
| --------- | ---------------- | ---------- | -------------------------------------- |
| 1934–1950 | David Froste     | 1880–      | Kyrkoherde i Västerhaninge församling. |
| 1951–1963 | Carl Fromén      | 1897–      | Kyrkoherde i Huddinge församling.      |
| 1982–1984 | Padel Sigurd     | 1927–      | Kyrkoherde i Tumba församling.         |
| 2018–     | Krister Stenberg |            | [ 8 ]                                  |